# Szajhandulán járás
Szajhandulán járás (mongol nyelven: Сайхандулаан сум) Mongólia Kelet-Góbi tartományának egyik járása. Területe 9500 km². Népessége kb. 1400 fő.
Székhelye, Öldzít (Өлзийт) 97 km-re fekszik Szajnsand tartományi székhelytől.